# Cova
Cova (łac. Diocesis Coviensis) – stolica historycznej diecezji w Cesarstwie rzymskim, w prowincji Mauretania Sitifense, zlikwidowana w VII w. podczas ekspansji islamskiej, współcześnie w północnej Algierii. Obecnie katolickie biskupstwo tytularne.

## Biskupi
| Lp. | Biskup                   | Funkcja                                   | Od                | Do               |
| --- | ------------------------ | ----------------------------------------- | ----------------- | ---------------- |
| 1   | Emmanuel Otteh           | biskup pomocniczy Onitshy (Nigeria)       | 11 czerwca 1990   | 8 listopada 1996 |
| 2   | José Luis Chávez Botello | biskup pomocniczy Guadalajary (Meksyk)    | 21 lutego 1997    | 16 lipca 2001    |
| 3   | Joe Vásquez              | biskup pomocniczy Galveston-Houston (USA) | 30 listopada 2001 | 26 stycznia 2010 |
| 4   | Douglas Deshotel         | biskup pomocniczy Dallas (USA)            | 11 marca 2010     | 17 lutego 2016   |
| 5   | Neil Tiedemann           | biskup pomocniczy Brooklinu (USA)         | 29 kwietnia 2016  |                  |